# .net
نطاق الإنترنت العام دوت نت هو من أشهر وأكبر نطاقات الإنترنت العامة.

## التسمية
الاسم أتى من كلمة network التي تعني الشبكة، مما يأكد أن الاستخدام المفترض هو للبنيات الأساسية للإنترنت.

## الشهرة
هو رابع أشهر نطاق إنترنت، يأتي من بعد .com، .cn، و.de.